# Heavy User
Heavy User (deutsch „Vielnutzer, Intensivnutzer, Hochnutzer“) ist ein uneinheitlich verwendeter Anglizismus für eine Bevölkerungsgruppe bzw. Subgruppe von Personen, die eine Dienstleistung oder ein Produkt vermehrt nutzen oder nachfragen. Im Vergleich zum Normalnutzer (englisch ordinary user) stellen sie meist eine Minderheit dar. Die Terminologie wird hauptsächlich in den Wirtschafts- und Gesundheitswissenschaften und hier im Marketing bzw. E-Commerce und in der Psychiatrie verwendet.
Die deutschsprachige Interpretation im Bezug auf das Gesundheitswesen weist oft eine negative Konnotation auf. Obwohl der Begriff seit den 1960er Jahren existiert und sich verschiedene Forschungsarbeiten damit befasst haben, gibt es auch berechtigte Zweifel an diesem Konzept.

## Heavy User in der Betriebswirtschaftslehre
Heavy User sind Kunden, die im Gegensatz zu „Light Usern“ ein Produkt besonders häufig nachfragen und deshalb die Hauptzielgruppe des Marketing darstellen. Käufer werden also vereinfacht nach ihrer Kaufintensität eingeteilt, etwa in schwachen, mittleren, starken Verbrauch. Während die Heavy User zu den Stammkunden gehören, werden die Light User zu den Laufkunden gerechnet.

## Heavy User in den Gesundheitswissenschaften
Die frühesten Arbeiten, die sich mit dem Konzept Heavy User beschäftigen, stammen aus den 1960er und 1970er Jahren. Stark vereinfacht ausgedrückt wird oft formuliert: Personen, die medizinische Leistungen stark in Anspruch nehmen, werden als sog. „Heavy User“ bezeichnet.

### Begriffsabgrenzungen und Synonyme
Roik (2002) spricht im Umfeld der Heavy User von einer „babylonischen Sprachverwirrung“, die jede Literaturarbeit zu dem Thema zu einer „Sisyphusarbeit“ macht. Grundsätzlich werden folgende Begriffe wahlweise im englischsprachigen Raum synonym verwendet: high user, intensive user, frequent user, high utilizer, high attender, heavy service user, frequent caller, frequent repeater, frequent user, high cost case, high-cost user, high end user usw. Analoge Formulierungen im deutschsprachigen Raum sind: Vielnutzer, Hochnutzer, Höchstnutzer, Intensivnutzer. In negativerer Konnotation zudem: Hochkostenfall, Problempatient, Drehtürpatient oder schwieriger Patient genannt. Es gibt Bemühungen die mögliche Problematik neutraler zu beschreiben, insbesondere als starke, intensive oder überdurchschnittliche Inanspruchnahme. Gelegentlich wird die vermutete Subgruppe auch behandlungsintensive Population genannt.
Eine Übersicht zur Begriffsgeschichte und Konzeptualisierung findet sich bei Frick & Frick (2008).
Aufgrund dieser Vielzahl unterschiedlicher Begriffe und geschuldet der Tatsache, dass einige Argumente gegen die Existenz von Heavy Usern sprechen, beschreibt Roick die Heavy-User-Forschung auch als „geheimnisvolle Forschung“.

### Problemstellung
Insbesondere die stationäre Versorgung ist sehr kostenintensiv. Daher sei es wahrscheinlich, dass „heavy use“ ein Problem der Kostenträger oder auch des behandelnden Personals darstellt, und viel weniger ein Problem der Patienten. Es ist unklar, ob solche Hochnutzer zusätzlichen Leidensdruck haben. Die Versorgungsforschung versucht, die Ursachen intensiver Inanspruchnahme durch Patientengruppen zu identifizieren und geeignete alternative Therapieangebote und Interventionsmöglichkeiten abzuleiten.

### Operationalisierung
Oft werden einzelne oder kombinierte Kennzahlen genutzt, um eine hohe Inanspruchnahme zu identifizieren. Beispielsweise die Anzahl an Leistungen, die Anzahl an Kontakten, Aufenthaltstage im Krankenhaus oder auch die verursachten Kosten. Bei jedem Kriterien stellen sich Fragen zu Cut-off-Werten (2 oder 3 Jahre, 2 oder 3 Krankenhausaufenthalte).

### Identifikation und Prädiktion
Um den kleinen Anteil von Patienten, auf den ein großer Anteil der Krankheitsausgaben entfällt, zu identifizieren, wurde versucht, Prädiktionsmodelle zu entwickeln. Ziel soll es sein, frühzeitig steuerbare Hochnutzer zu finden, und daraus Entscheidungshilfen für die Wahl einer Behandlungsmethode abzuleiten. Generell gibt es zwei Ansätze zur Identifikation: zum einen stehen Patienten-Charakterika im Vordergrund (Alter, Geschlecht, Diagnose) und zum anderen die Kosten (von Therapie und Leistungen).
Es ergäbe sich zumindest bezüglich des Diagnosespektrums ein relativ konstantes Bild, Suchterkrankungen (Alkohol, überwiegend Männer) und affektive Störungen (mehrheitlich Frauen). Zum Geschlecht liegen noch keine einheitlichen Angaben vor. Ansonsten sind die Heavy User oft mittleren Alters, leben eher alleine, jedoch selten im privaten Wohnraum, sind selten verheiratet, verfügen über ein mittleres Bildungsniveau, gehen keiner Erwerbsarbeit nach und die Zunahme an Krankenhausaufenthalten führt oft zu einem Verlust von Selbstständigkeit im Bereich Wohnen. Eine Studie von Spießl u. a. (2002) identifizierte 10 signifikante Prädiktoren für eine lange Behandlungsdauer: unter anderem Schizophrenie, Persönlichkeitsstörungen und ein niedriges allgemeines Funktionsniveau.

## Diskussion
In der ökonomischen Betrachtung wird die Personengruppe der Heavy User auch Heavy Consumer oder Heavy Buyer genannt. Dabei nimmt die Ökonomie an, dass die Menschen frei in ihren Konsumentscheidungen sind. Das Kaufverhalten spiegelt also eine Entscheidung basierend auf Präferenzen und Möglichkeiten wider. Hierin liegt ein großes Spannungsfeld und mögliches Missverständnis zur Begriffsverwendung im Gesundheitswesen. Denn hier können „Heavy User“ sich nicht „aussuchen“ mehr Produkte und Dienstleistungen zu benötigen.
Würden die Kostenträger im Gesundheitswesen Personen als Heavy User mit dem Ziel identifizieren, sie von gewissen Leistungen auszuschließen oder gar nicht erst aufzunehmen, ergäben sich starke ethische Probleme. Insbesondere die Gesetzliche Krankenversicherung ist besonders von der Gefahr der Antiselektion betroffen, da es hier durch gesetzliche Auflagen nicht erlaubt ist, risikoabgestufte Beiträge zu verlangen oder Personen abzulehnen (vgl. Risikoselektion).